# Hendrik Van Hulle
Hendrik Van Hulle (Brugge, 29 oktober 1866 - 27 februari 1903) was een Belgisch kunstschilder behorende tot de zogenaamde Brugse School.

## Levensloop
Van Hulle was medestichter en bestuurslid van de Adriaan Willaertkring. Van 1900 tot aan zijn vroege dood was hij leraar aan de Brugse kunstacademie. Hij stichtte ook het tijdschrift Kunst.
Hij was actief als boekillustrator en maakte ontwerpen voor glasramen, borduurwerk, affiches en diploma's.